# Heterosoma alluaudi
Heterosoma alluaudi är en skalbaggsart som beskrevs av Ernst Gustav Kraatz 1895. Heterosoma alluaudi ingår i släktet Heterosoma och familjen Cetoniidae. Inga underarter finns listade i Catalogue of Life.